# Lázár Lovász
Lázár Lovász (* 24. Mai 1942 in Ţibeni; † 17. April 2023 in Pécs) war ein ungarischer Hammerwerfer.
Seinen größten Erfolg erzielte der 1,89 m große und 99 kg schwere Athlet bei den Olympischen Spielen 1968 in Mexiko-Stadt. Mit persönlicher Bestweite von 69,78 m gewann er die Bronzemedaille hinter seinem Landsmann Gyula Zsivótzky (73,36 m) und dem für die Sowjetunion startenden Romuald Klim (73,28 m).
Daneben siegte Lovász 1968 als Gast bei den offenen britischen Meisterschaften und belegte bei den Leichtathletik-Europameisterschaften 1966 in Budapest und 1969 in Athen jeweils den sechsten Rang.